# Třída Kortenaer
Třída Kortenaer byla třída fregat nizozemského královského námořnictva. Celkem bylo postaveno deset fregat této třídy pro Nizozemské královské námořnictvo a dvě jednotky byly ještě rozestavěné prodány Řecku, které je dokončilo jako třídu Elli. Náhradou za ně byly později postaveny dvě fregaty třídy Jacob van Heemskerck, která je protiletadlovou variantou třídy Kortenaer. Projekční práce na této třídě probíhaly ve spolupráci s Německem, které postavilo osm jednotek příbuzné třídy Bremen. Po vyřazení v Nizozemsku osm fregat odkoupilo námořnictvo Řecka a zbylé dvě námořnictvo Spojených arabských emirátů. Všechny řecké fregaty jsou doposud v aktivní službě. Obě fregaty námořnictva SAE byly přestavěny na luxusní jachty.

## Stavba
Fregaty byly objednány v počtu celkem 12 kusů jako náhrada zastarávajících torpédoborců tříd Holland a Friesland. První dvě jednotky postavila loděnice Doken Werfmaatchappij, zatímco ostatních deset v loděnici Koninklijke Maatchappij De Schelde ve Flushingu. Nizozemsko získalo jako první 16. října 1978 fregatu Kortenaer (F 807) a jako poslední 1. října 1983 fregatu Pieter Floritz (F 826).
Jednotky Pieter Floritz (F 812) a Witte de With (F 813) byly ještě rozestavěné prodány Řecku, které je zařadilo jako třídu Elli.
Jednotky třídy Kortenaer:
| Jméno                                         | Spuštěna           | Dodání             | Status |
| --------------------------------------------- | ------------------ | ------------------ | --- |
| Kortenaer (F807)                              | 18. prosince 1976  | 26. října 1978     | Po vyřazení prodána Řecku jako Kountouriotis (F462).                                                             |
| Callenburgh (F808)                            | 12. března 1977    | 26. července 1979  | Po vyřazení prodána Řecku jako Adrias (F459).                                                                    |
| Van Kinsbergen (F809)                         | 16. dubna 1977     | 24. dubna 1980     | Po vyřazení prodána Řecku jako Navarino (F461).                                                                  |
| Banckert (F810)                               | 13. července 1978  | 29. října 1980     | Po vyřazení prodána Řecku jako Aegean (F460).                                                                    |
| Piet Hein (F811)                              | 3. června 1978     | 14. dubna 1981     | Roku 1998 prodána do Spojených arabských emirátů jako fregata Al Emirat (F02), přestavěna na megajachtu Yas.     |
| Pieter Floritz (F 812)                        | 15. prosince 1979  | 10. října 1981     | Rozestavěné plavidlo bylo prodáno Řecku, kde bylo dokončeno jako fregata Elli (F-450).                           |
| Witte de With (F 813)                         | 27. října 1979     | 18. září 1982      | Rozestavěné plavidlo bylo prodáno Řecku, kde bylo dokončeno jako fregata Limnos (F-451).                         |
| Abraham Crijnssen (F816)                      | 16. května 1981    | 26. ledna 1983     | Roku 1997 prodána do Spojených arabských emirátů jako fregata Abu Dhabi (F01), později přestavěna na megajachtu. |
| Philips van Almonde (F823)                    | 11. srpna 1979     | 2. prosince 1981   | Po vyřazení prodána Řecku jako Themistoklis (F465).                                                              |
| Bloys van Treslong (F824)                     | 15. listopadu 1980 | 25. listopadu 1982 | Po vyřazení prodána Řecku jako Nikiforos Fokas (F466).                                                           |
| Jan van Brakel (F825)                         | 16. května 1981    | 14. dubna 1983     | Po vyřazení prodána Řecku jako Kanaris (F464).                                                                   |
| Pieter Florisz (F826, ex Willem van der Zaan) | 8. května 1982     | 1. října 1983      | Po vyřazení prodána Řecku jako Bouboulina (F463).                                                                |

## Konstrukce

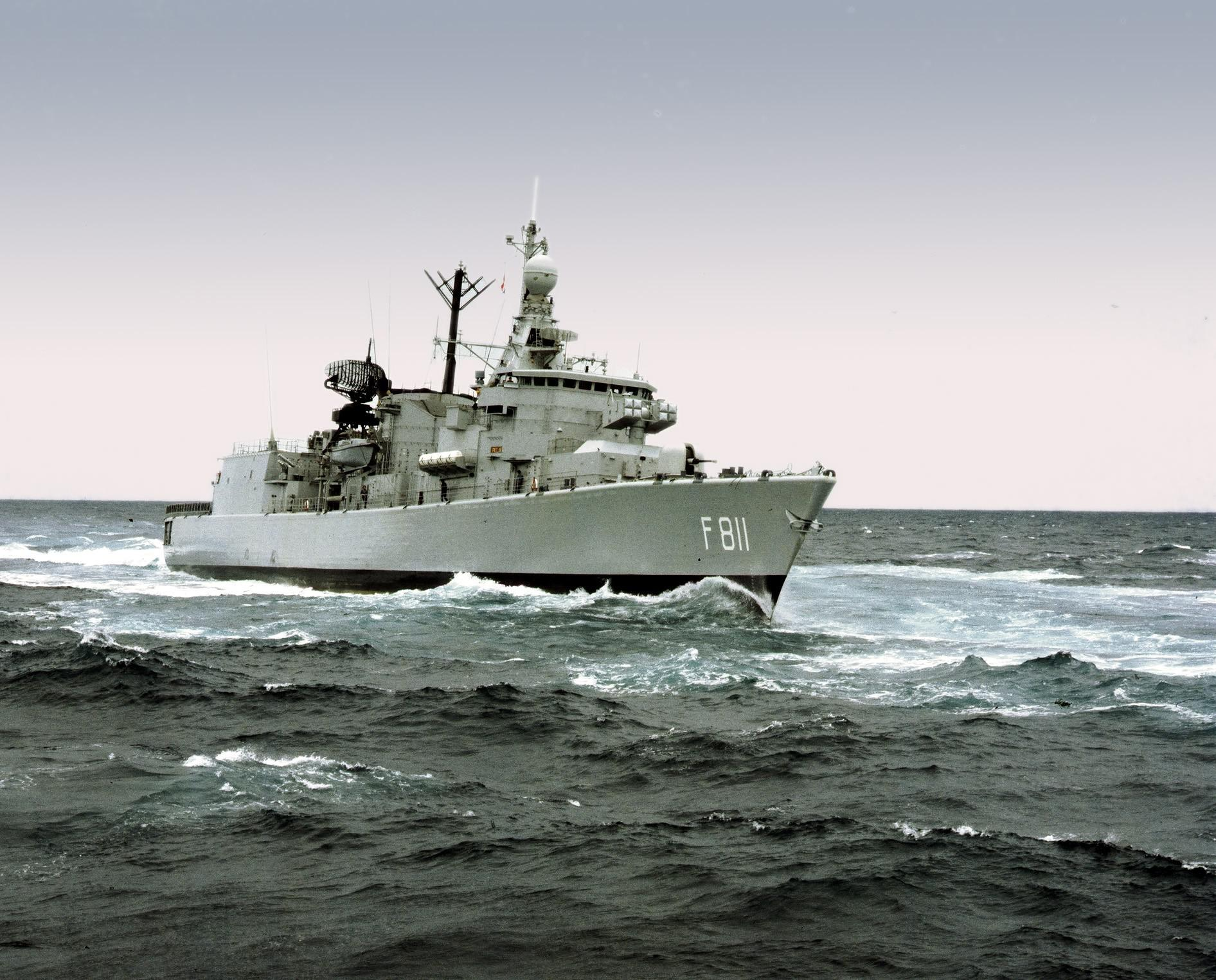
Piet Hein (F811)

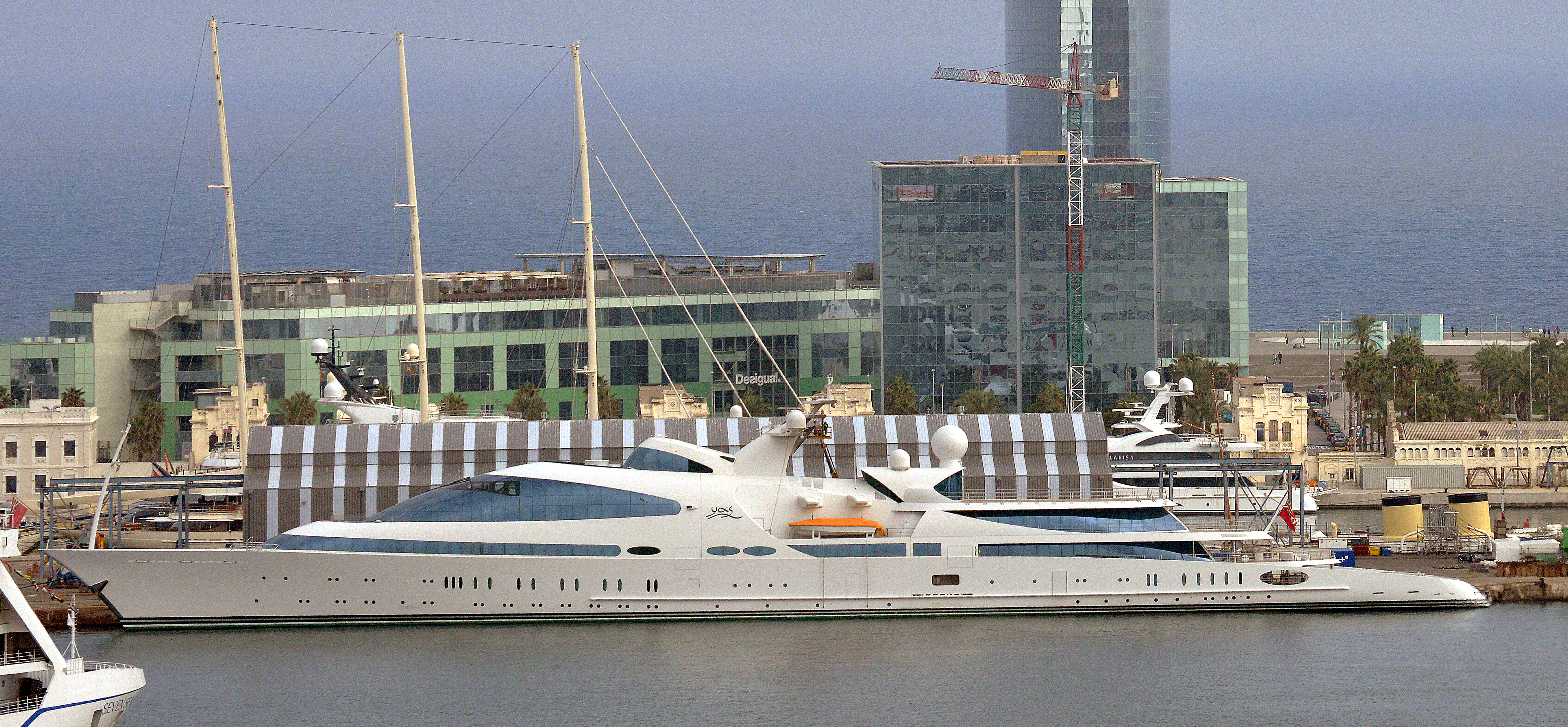
Superjachta Yas vznikla přestavbou fregaty Piet Hein

Na přídi fregat je umístěna dělová věž se 76,2mm kanónem OTO Melara. Druhá dělová věž se nacházela na střeše hangáru. Kortenaer a Callenburgh zde nesly druhý 76,2mm kanón, zatímco u ostatních lodí byl instalován 40mm kanón (obě lodi dostaly 40mm kanón roku 1982). Od poloviny 80. let se na místě 40mm kanónu objevil nizozemský systém blízké obrany Goalkeeper CIWS, využívající rotačního kanónu ráže 30 mm. Ten lodě brání zejména proti protilodním střelám.
K ničení hladinových lodí slouží dva čtyřnásobné odpalovací kontejnery protilodních střel Boeing Harpoon s dosahem 120 kilometrů. Pro blízkou obranu proti letadlům a protilodním střelám slouží protiletadlové řízené střely Sea Sparrow, uložené v osminásobném kontejneru na přídi lodi. Lodě též nesou dva dvojité 324mm protiponorkové torpédomety. Na zádi je přistávací plocha pro dva protiponorkové vrtulníky.
Pohonný systém je typu COGOG s dvojicí plynových turbín. Jedna je pro ekonomickou plavbu, zatímco druhá se připojí v bojové situaci. Fregaty dosahují nejvyšší rychlosti 30 uzlů.

## Zahraniční uživatelé
- Řecko Řecké námořnictvo – Země zakoupila dvě rozestavěné fregaty této třídy, které byly dokončeny jako třída Elli. Poté, co Nizozemsko plavidla této třídy vyřadilo, Řecko osm z nich zakoupilo. Od té doby bývají řazeny rovněž do třídy Elli.

- Spojené arabské emiráty Námořnictvo Spojených arabských emirátů – Země zakoupila vyřazené nizozemské fregaty Piet Hein a Abraham Crijnssen, které provozovala do roku 2008. Poté byly obě přestavěny na luxusní jachty pojmenované Yas (ex Swift 141, ex Piet Hein) a Swift 135 (ex Abraham Crijnssen).[3][4]